# François Gaumet
François Gaumet est un homme politique français né le 9 novembre 1880 à Châtillon-sur-Loire (Loiret) et décédé le 6 janvier 1964 à Orléans (Loiret).

## Biographie
Notaire à Epieds-en-Beauce, il est maire de la commune et conseiller général. Il est député du Loiret de 1928 à 1932, sous l'étiquette Union républicaine démocratique. Battu en 1932, il se retire de la vie politique.

## Sources
- « François Gaumet », dans le Dictionnaire des parlementaires français (1889-1940), sous la direction de Jean Jolly, PUF, 1960 [détail de l’édition]